# Юдало
Юдало — река в России, протекает по Муезерскому району Карелии.
Вытекает из озера Малое Юдало, протекает через озеро Юдало. Впадает в озеро Большое Ровкульское, из которого вытекает Омельянйоки. Длина реки составляет 27 км, площадь водосборного бассейна 184 км².

## Данные водного реестра
По данным государственного водного реестра России относится к Балтийскому бассейновому округу, водохозяйственный участок реки — Реки Карелии бассейна Балтийского моря на границе РФ с Финляндией, включая оз. Лексозеро. Относится к речному бассейну реки Реки Карелии бассейна Балтийского моря.
Код объекта в государственном водном реестре — 01050000112102000010075.